# Diocesi di Paulo Afonso
La diocesi di Paulo Afonso (in latino Dioecesis Paulalfonsanensis) è una sede della Chiesa cattolica in Brasile suffraganea dell'arcidiocesi di Feira de Santana. Nel 2023 contava 319.000 battezzati su 429.000 abitanti. È retta dal vescovo Guido Zendron.

## Territorio
La diocesi comprende 20 comuni nella parte nord-orientale dello stato brasiliano di Bahia: Paulo Afonso, Abaré, Adustina, Antas, Banzaê, Canudos, Chorrochó, Cícero Dantas, Coronel João Sá, Fátima, Glória, Jeremoabo, Macururé, Novo Triunfo, Paripiranga, Pedro Alexandre, Ribeira do Pombal, Rodelas, Santa Brígida e Sítio do Quinto.
Sede vescovile è la città di Paulo Afonso, dove si trova la cattedrale di Nostra Signora di Fatima.
Il territorio si estende su 26.970 km² ed è suddiviso in 33 parrocchie.

## Storia
La diocesi è stata eretta il 14 settembre 1971 con la bolla Pastorale munus di papa Paolo VI, ricavandone il territorio dalla diocesi di Bonfim.
Originariamente suffraganea dell'arcidiocesi di San Salvador di Bahia, il 16 gennaio 2002 è entrata a far parte della provincia ecclesiastica dell'arcidiocesi di Feira de Santana.
Il 21 settembre 2005 ha ceduto una porzione del suo territorio a vantaggio dell'erezione della diocesi di Serrinha.
Il 17 giugno 2011 in forza del decreto Quo aptius della Congregazione per i vescovi ha ceduto il comune di Uauá alla diocesi di Juazeiro.

## Cronotassi dei vescovi
Si omettono i periodi di sede vacante non superiori ai 2 anni o non storicamente accertati.
- Jackson Berenguer Prado † (8 ottobre 1971 - 17 agosto 1983 dimesso)
- Aloysio José Leal Penna, S.I. † (21 maggio 1984 - 30 ottobre 1987 nominato vescovo coadiutore di Bauru)
- Mário Zanetta † (15 giugno 1988 - 13 novembre 1998 deceduto)
- Esmeraldo Barreto de Farias, Ist. del Prado (22 marzo 2000 - 28 febbraio 2007 nominato vescovo di Santarém)
- Guido Zendron, dal 12 marzo 2008

## Statistiche
La diocesi nel 2023 su una popolazione di 423.320 persone contava 314.615 battezzati, corrispondenti al 74,3% del totale.
| anno | popolazione | popolazione | popolazione | presbiteri | presbiteri | presbiteri | presbiteri                | diaconi | religiosi | religiosi | parrocchie |
| anno | battezzati  | totale      | %           | numero     | secolari   | regolari   | battezzati per presbitero | diaconi | uomini    | donne     | parrocchie |
| ---- | ----------- | ----------- | ----------- | ---------- | ---------- | ---------- | ------------------------- | ------- | --------- | --------- | ---------- |
| 1974 | 368.440     | 369.440     | 99,7        | 13         | 9          | 4          | 28.341                    | 5       | 50        | 35        | 11         |
| 1976 | 368.437     | 369.437     | 99,7        | 13         | 9          | 4          | 28.341                    | 5       | 50        | 35        | 11         |
| 1990 | 543.000     | 598.000     | 90,8        | 26         | 15         | 11         | 20.884                    |         | 11        | 59        | 18         |
| 1999 | 488.250     | 561.962     | 86,9        | 29         | 23         | 6          | 16.836                    |         | 6         | 60        | 26         |
| 2000 | 488.300     | 561.962     | 86,9        | 26         | 21         | 5          | 18.780                    |         | 5         | 50        | 26         |
| 2001 | 488.500     | 601.215     | 81,3        | 29         | 22         | 7          | 16.844                    |         | 15        | 44        | 26         |
| 2002 | 488.600     | 601.215     | 81,3        | 29         | 24         | 5          | 16.848                    |         | 5         | 55        | 26         |
| 2003 | 488.698     | 601.215     | 81,3        | 32         | 27         | 5          | 15.271                    |         | 5         | 50        | 26         |
| 2004 | 488.698     | 601.215     | 81,3        | 29         | 24         | 5          | 16.851                    |         | 5         | 47        | 26         |
| 2013 | 296.000     | 404.000     | 73,3        | 32         | 28         | 4          | 9.250                     |         | 12        | 42        | 23         |
| 2016 | 303.000     | 414.000     | 73,2        | 32         | 28         | 4          | 9.468                     |         | 7         | 30        | 23         |
| 2019 | 309.700     | 423.400     | 73,1        | 41         | 38         | 3          | 7.553                     |         | 3         | 20        | 38         |
| 2021 | 314.615     | 423.320     | 74,3        | 46         | 46         |            | 6.839                     |         |           | 15        | 34         |
| 2023 | 319.000     | 429.000     | 74,4        | 46         | 46         |            | 6.934                     |         |           | 8         | 33         |